# Bancs de Saint-Servais
Les bancs ou bans de Saint-Servais (1087-1794) étaient onze seigneuries possédées par le chapitre des chanoines de l'église collégiale Saint-Servais de Maastricht en sa qualité de chapitre libre et impérial.
Par un diplôme de 1087, l'empereur Henri IV affranchit le chapitre et déclare qu'à l'avenir il serait libre, impérial et à jamais séparé de toute autre église.

## Seigneuries affranchies
Les onze seigneuries étaient : Tweebergen, Flétange (Vlijtingen), Hees, Malines-sur-Meuse (Mechelen-aan-de-Maas), Zepperen, Grand-Looz (Groot-Loon), Koninksem, Sluse (Sluizen), Heer-et-Keer (Heer en Keer), Berg et Berneau (Berne).
Les onze bancs sont énumérés dans la bulle du 31 mars 1139, par laquelle le pape Innocent II confirme toutes les possessions de l'église de Saint-Servais.
Chaque banc était administré par un chanoine élu à cet effet par le chapitre et portant le titre de 'prévôt à cheval' (rijproost). Chaque banc avait une cour particulière composé d'un bailli, de sept échevins et d'un secrétaire.
L'appel des jugements de chaque cours particulière était porté devant un conseil composé des députés des dix autres. Il siégea d'abord à la grand-salle de la prévôté de Maestricht puis à Vlytingen et s'appela le chef-banc (hoofdbank).
Les jugements du conseil étaient portés, en dernier ressort, devant la cour royale d'Aix-la-Chapelle. Ils furent ensuite portés devant les commissaires-déciseurs de Maestricht.
La souveraineté des onze bancs fut disputée aux XVIIe et XVIIe siècle[Quoi ?]. Le chapitre de Saint-Servais soutenait qu'ils ne relevaient que de l'Empire. Les États-Généraux des Provinces-Unies en réclamaient la souveraineté comme étant des dépendances de Maestricht et du chapitre de Saint-Servais, en vertu de la paix de Westphalie. En 1678, la paix de Nimègue leur en attribua la souveraineté. Le chapitre et l'Empire protestèrent mais les États-Généraux en conservèrent la souveraineté. Les ducs de Brabant ne cessèrent aussi de soutenir leurs droits d'avoués sur les onze bancs et de se faire payer les deniers de protection. Les princes-évêques de Liège, en leur qualité de comtes de Looz, prétendaient aussi posséder des droits d'avoués sur plusieurs des bancs, notamment Vlytingen, Grand-Looz, Zepperen et Sluse.

## Sources
- (nl) Cet article est partiellement ou en totalité issu de l’article de Wikipédia en néerlandais intitulé « Elf banken van Sint-Servaas » (voir la liste des auteurs).